# Penetrantia operculata
Penetrantia operculata är en mossdjursart som beskrevs av Jacqueline A. Soule 1969. Penetrantia operculata ingår i släktet Penetrantia och familjen Penetrantiidae. Inga underarter finns listade i Catalogue of Life.